# Bait us-Salam (Sarajevo)

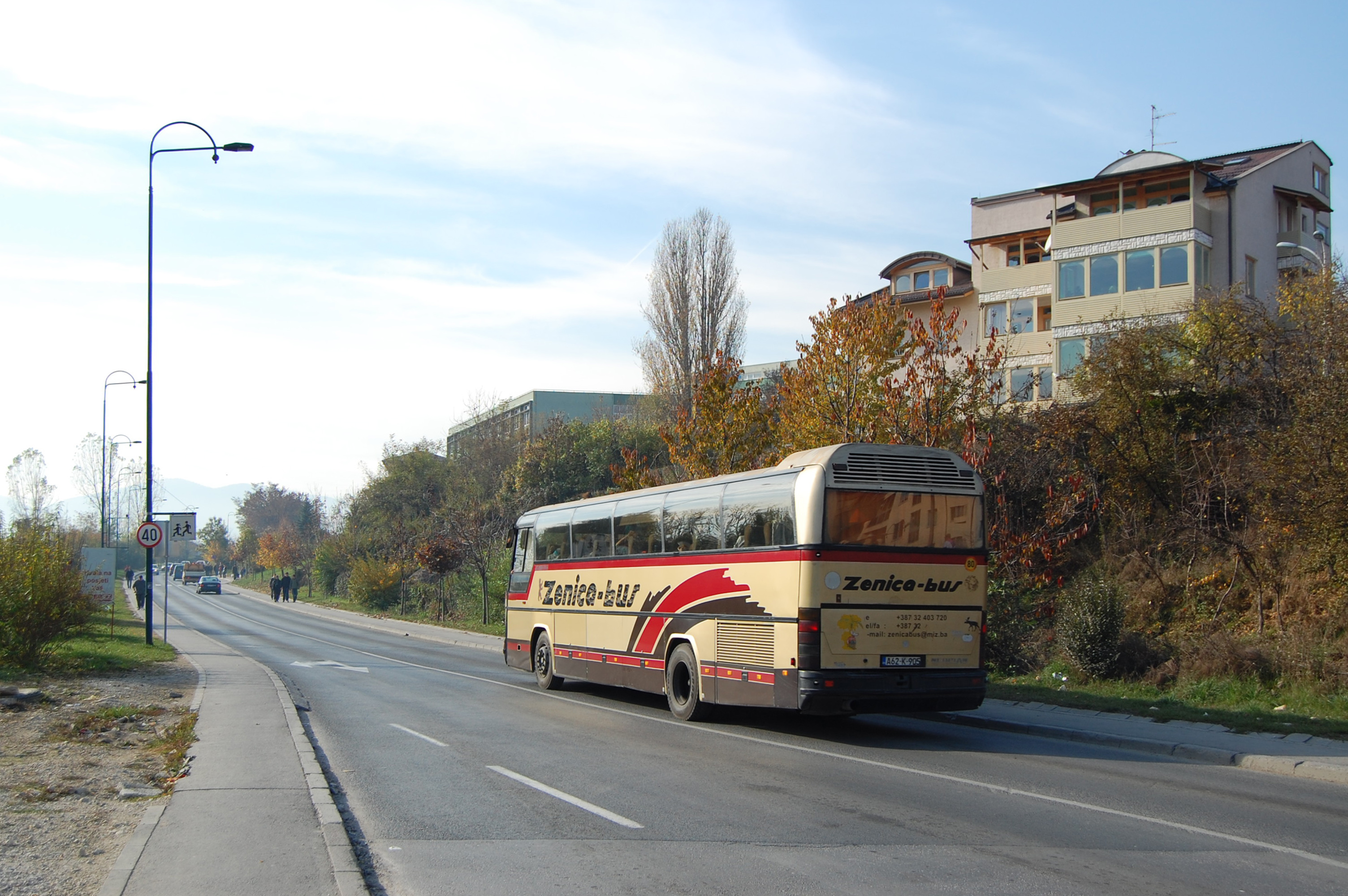
Bait us-Salam

Das Bait us-Salam („Haus des Friedens“) ist eine Moschee der Ahmadiyya Muslim Jamaat in Sarajevo, die erste dieser Religionsgemeinschaft in Bosnien.
Das Gebäude wurde als Rohbau der schwedischen Regierung abgekauft, die in Sarajevo ein neues Botschaftsgebäude errichten wollte, die aber auf die Fertigstellung des Vorhabens nach den Terroranschlägen am 11. September 2001 verzichtete. So wurde das Gebäude als Moschee vollendet und 2004 eröffnet.
Das Äußere weist kein Minarett auf, dafür wird die Fassade durch Balkone und Erker geprägt. Im Gebäude gibt es einen Gebetsraum, den im Obergeschoss Büroräume umgeben. Das Haus dient auch als Missionshaus.